# Tert-Butanolan potasu
tert-Butanolan potasu, (CH3)3COK – organiczny związek chemiczny, sól potasowa tert-butanolu. Występuje w postaci ciała stałego i jako silna zasada znajduje szerokie zastosowanie w syntezie organicznej.

## Otrzymywanie
tert-Butanolan potasu komercyjnie dostępny jest w postaci ciała stałego lub roztworu, jednakże bardzo często wytwarza się go in situ. Głównym powodem tego jest silna reaktywność związku z wodą z powietrza, oraz krótka przydatność do użycia. Otrzymuje się go w reakcji odwodnionego tert-butanolu z metalicznym potasem. Surowy produkt uzyskuje się poprzez odparowanie rozpuszczalnika. Oczyszczanie polega na sublimacji w 220 °C przy ciśnieniu 1 mmHg.

## Zastosowanie
tert-Butanolan potasu stosuje się jako bardzo silną zasadę, nie tak silną jak amidki metali alkalicznych (np. diizopropyloamidek litu), jednak silniejsza niż wodorotlenki i 1- i 2-rzędowe alkoholany metali alkalicznych. Wskutek dużej zawady sterycznej grupy tert-butylowej jest słabym nukleofilem, nie biorąc udziału w reakcjach takich jak reakcja Williamsona czy reakcja Sn2; może jednak reagować z łatwo dostępnymi centrami elektrofilowymi, np. atomem węgla w O=C=O. Typowo wykorzystywany jest jako silna, nienukleofilowa zasada promująca reakcje eliminacji.